# 森義視
森 義視（戸籍名:義己、もり よしみ、1917年〈大正6年〉6月6日 - 1977年〈昭和52年〉3月8日）は、昭和期の労働運動家、政治家。衆議院議員、奈良県橿原市長。

## 経歴
奈良県出身。1935年（昭和10年）奈良県立畝傍中学校（現奈良県立畝傍高等学校）を卒業した。
大阪大丸に入社。兵役に就き陸軍大尉に昇進。
1946年（昭和21年）労動運動に参画。奈良県労働組合総連合初代事務局長、同県全労協初代事務局長、同県山林組合書記長、同県地方労働委員、奈良総評初代専従副議長同事務局長、同県中小労連委員長などを歴任。その他、女子大附属小・中・高育友会長、奈良県陸上競技協会副会長を務めた。
1958年（昭和33年）5月の第28回衆議院議員総選挙で奈良県全県区に日本社会党公認で出馬して落選し、次の第29回総選挙でも落選。1963年（昭和38年）11月の第30回総選挙で初当選し、1967年（昭和42年）1月の第31回総選挙でも再選され、衆議院議員に連続2期在任した。この間、社会党エネルギー対策特別委員会事務局長、同核武装軍事基地副委員長、同院内役員、同農林水産副部会長、同過疎問題特別副委員長、同奈良県本部顧問、衆議院商工常任委員、同農林水産常任委員、飼料需給安定審議会委員などを務めた。その後、第32回総選挙に立候補したが落選した。
1972年（昭和47年）3月26日、奈良県下初の革新市長として橿原市長に就任した。在任中は福祉施設の充実、ごみ取集の無料化、医療助成制度の充実、学校施設の整備などに尽力した。市長に1期在任して1975年（昭和50年）3月3日に退任した。
1977年（昭和52年）3月8日、脳血栓のため奈良県橿原市の自宅で死去。59歳。